# مسام نووي
المسام النووية (بالإنجليزية: Nuclear Pore) هي الفتحات في الغشاء المغلف للنووية لإحدى الخلايا التي تسمح بتبادل المواد بين النواة والسيتوبلازم.
ان الطبيعة المزدوجة للغلاف النووي تسمح للغشاء الخارجي بالتفاعل مع السايتوبلازم وتسمح للغشاء الداخلي بالتفاعل مع محتويات النواة فكما أن الغشاء الخارجي يمتلك رايبوسومات متصلة به كذلك تتصل بالغشاء الداخلي أجزاء من الكروماتين تعبر من الغلاف في مواقع معينة من خلال تراكيب تسمى الثقوب النووية Nuclear pores يكون كلا الغشائين متحدين ببعضهما حول حواف هذه الثقوب بينما يكونان مفصولين عن بعضهما في المناطق الأخرى 

## الحجم والتعقيد
في الفقاريات مجمع المسام النووي بأكمله يبلغ قطره حوالي 120 نانومتر . وقد تنعدم الثقوب النووية في انواع من الخلايا كما تلاحظ ثقوب مماثلة لتلك الموجودة على غلاف النواة على بعض الاغشية السايتوبلازمية كالصفائح المثقبة Annulated lamellae ويمكن أن تلاحظ هذه الثقوب بصورة واضحة في التحضيرات التي استخدمت فيها طرق التجميد الكليشية freeze etching ويوجد حوالي 7-12 ثقب في المايكرومتر المربع الواحد في خلايا قمة جذر البصل حيث اظهرت الدراسات الأخرى وجود 35-65 ثقب في نفس الخلايا.
وعموماً يختلف عدد الثقوب من 15 إلى 20 ثقب لكل مايكرومتر مربع واحد في انوية الخلايا النباتية والحيوانية المختلفة . وقد اشارت الدراسات إلى ان الخلايا الخالية من النوى تكون خالية من الشبكة الاندوبلازمية أيضاً. يكون كل ثقب محاط بحافة دائرية تسمى Annuius قطرها حوالي 120 نانوميتر التي تشكل مع الثقب مايسمى بمعقد الثقب pore complex حافة الثقب غير متماثلة التركيب مع بقية أجزاء الغشاء، قطر الثقب حوالي 70-75 نانوميتر وعند الفحص الدقيق يلاحظ بانه ثماني الاضلاع وهذا المظهر الناتج من توزيع ثمانية كتل كروية أو مخروطية الشكل متساوية الابعاد عن بعضها وقد تلتصق على السطوح الخارجية منها (المواجهة للسايتوبلازم) بعض الرايبوسومات وغير موجودة على السطوح الداخلية منها (المواجهة لمحتويات النواة) وتختلف الكتل المؤلفة لزوايا المثمن عن تركيب بقية الغشاء. تظهر الفتحة المركزية غالباً معلقة بكتلة كثيفة إلكترونياً التي قد تشخص على أنها لييفات fibrils وهنالك العديد من الآراء حول ترتيب هذه الأجزاء ولكن المقبول حالياً هو مايلي:
1- هنالك ثمانية كتل على كل وجه مخروطية أو كروية الشكل.
2- تحتل فراغ الثقب لييفات بترتيبات مختلفة.
3- تمتد هذه اللييفات إلى فراغ الثقب من الكتل الكروية.

## النقل خلال عقدة المسام النووية

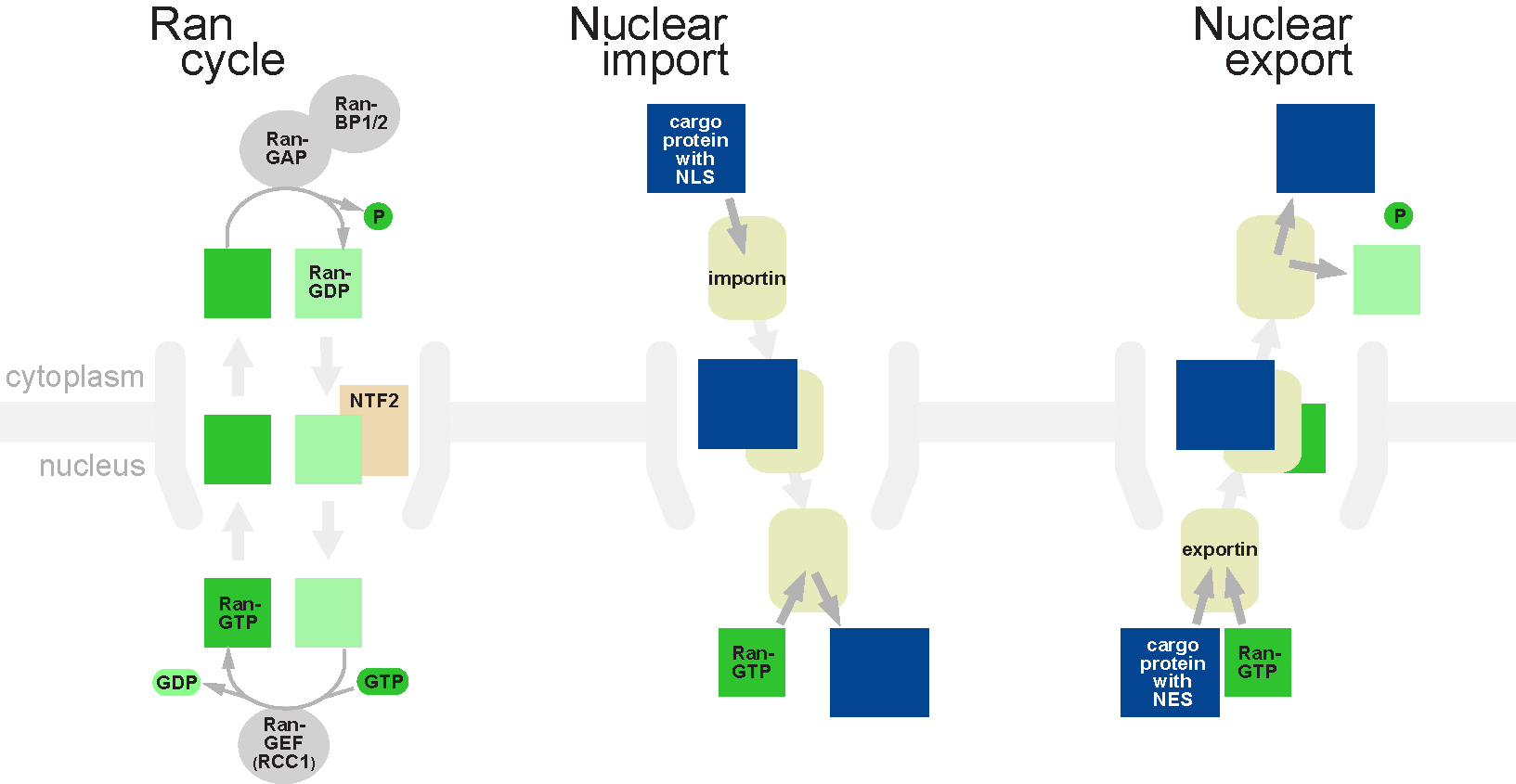
دورة ران - GTP ,الاستيراد النووي والتصدير النووي

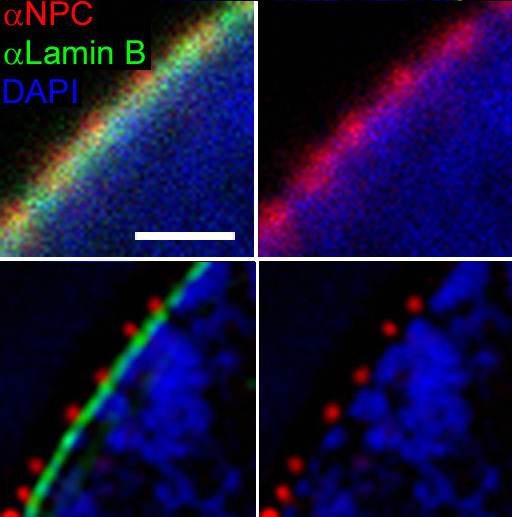
المسامات النووية، الصفيحة و الكروماتين

## وصلات خارجية
- صور نسيجية: 20104loa — نظام تعلم علم الأنسجة في جامعة بوسطن
- Nuclear+pore في المكتبة الوطنية الأمريكية للطب نظام فهرسة المواضيع الطبية (MeSH).

- Nuclear Pore Complex animations
- Nuclear Pore Complex illustrations
- 3D electron microscopy structures of the NPC and constituent proteins from the EM Data Bank(EMDB)
- NCDIR - National Center for the Dynamic Interactome[وصلة مكسورة]